# Psyclone
Psyclone was een houten achtbaan in attractiepark Six Flags Magic Mountain.

## Algemene Informatie
Psyclone had 11 afdalingen 5 hogesnelheids bochten en een 58 meter lange diepzwarte tunnel. Het was ook de enige achtbaan ter wereld met houten treinen, deze waren gemaakt door Bolliger & Mabillard omdat Dinn Corporation dit niet kon maken.
Omdat de achtbaan flinke schade had opgelopen tijdens de aardbeving van 1994 konden na dit jaar alleen nog treinen met een minimum van 17 omdat anders de treinen bleven hangen op de baan. Hierdoor heeft het park in 2006 besloten de achtbaan te slopen. Dit gebeurde in de laatste week van februari 2007. In 2008 kondigde het park een nieuwe houten familie achtbaan aan: Terminator Salvation: The Ride die op de plek komt waar vroeger Psyclone stond.

## Trivia
- De treinen worden tijdens halloween andersom geplaatst op de Colossus een andere houten achtbaan in Six Flags Magic Mountain.
- Psyclone was gemodelleerd naar Cyclone in Astroworld (Coney Island).
- Psyclone was de enige houten achtbaan met B&M treinen, en gek genoeg waren deze zo ruw en oncomfortabel, dat het park vaak klachten kreeg van bezoekers.